# Krähenfuß-Wegerich
Der Krähenfuß-Wegerich (Plantago coronopus), auch Hirschhorn-Wegerich, Schlitz-Wegerich, Schlitzblatt-Wegerich, Kapuzinerbart, Mönchsbart oder Ziegenbart genannt, ist eine Pflanzenart aus der Gattung der Wegeriche (Plantago) innerhalb der Familie der Wegerichgewächse (Plantaginaceae). Sie ist eine Salzpflanze, die nach Ellenberg einen geringen bis mäßigen Salzgehalt anzeigt. 

## Beschreibung

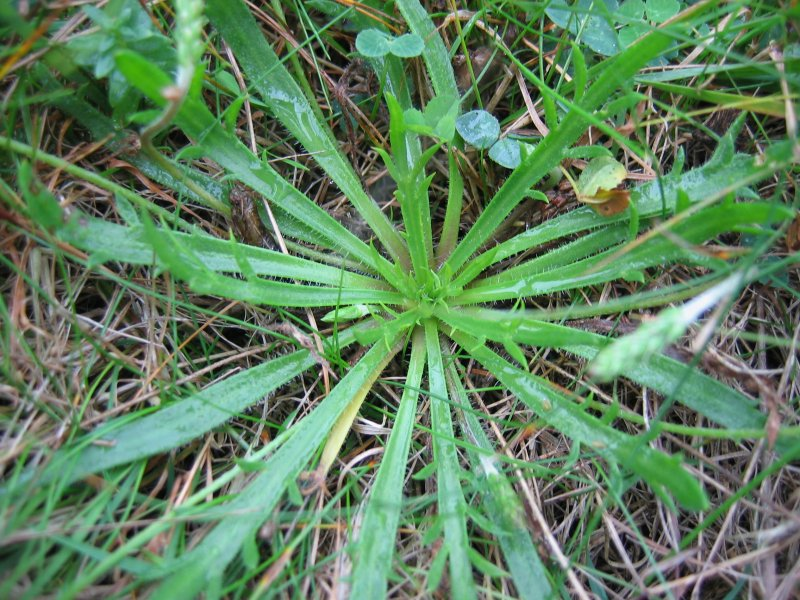
Blattrosette

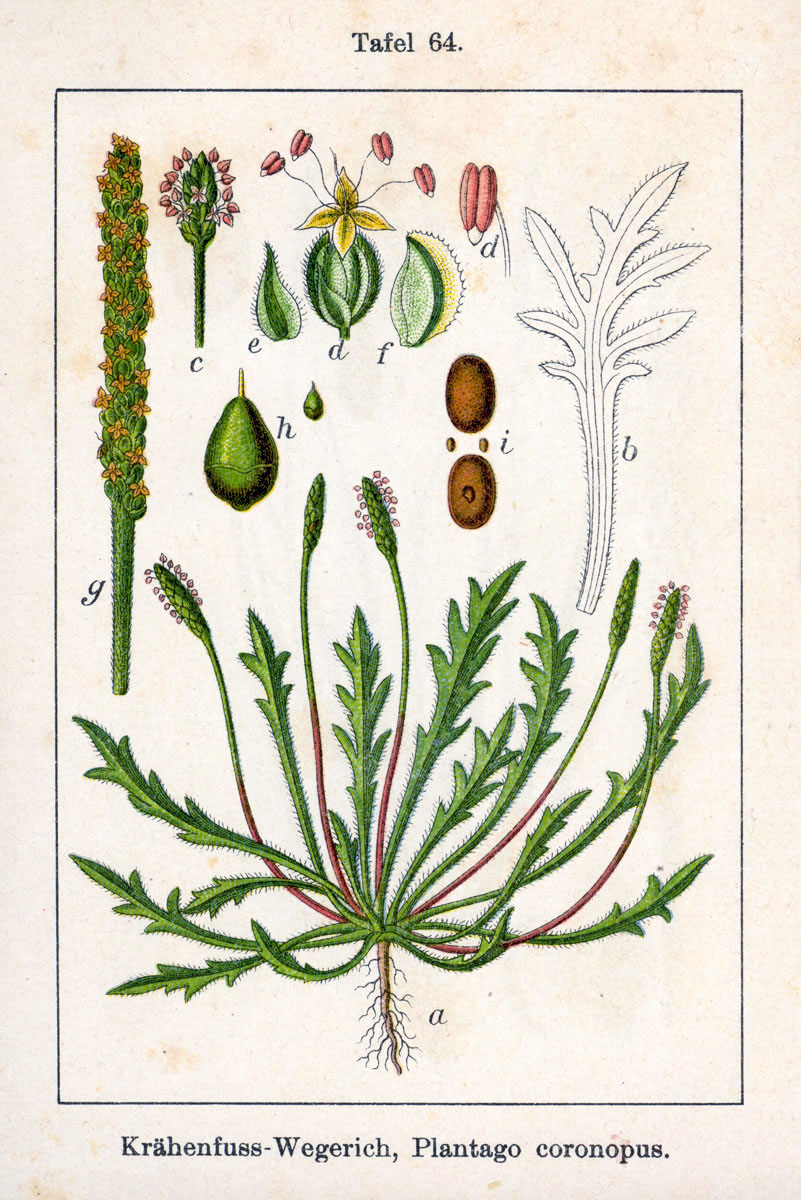
Illustration aus Sturm

### Vegetative Merkmale
Der Krähenfuß-Wegerich ist eine ein- oder mehrjährige krautige Pflanze, die Wuchshöhen von 5 bis 25 Zentimetern erreicht. Die Laubblätter stehen in einer grundständigen Rosette, die einen langen blätterlosen, blütentragenden Stängel ausbildet. Bis zu 50 recht dünne, 4 bis 8 Zentimeter lange Laubblätter kommen nur rosettig am Grund vor. Sie sind, entgegen anderen Vertretern der Gattung Wegeriche, jedoch fiederteilig oder grob gezähnt. Sie weisen zudem abstehende, kurze, oft steif zottige Haare auf, wobei sie im Laufe der Blattentwicklung auch verkahlen können.

### Generative Merkmale
Die Blütenzeit reicht von Juni bis September. Die zahlreichen, weißlichen, häufig vorweiblichen Einzelblüten stehen in einem ährigen Blütenstand, der nicht länger als der übrige Teil des Stängels ist. Die Einzelblüten sind zur Fruchtzeit stark abgeflacht.
Die Kapselfrucht bleibt im Blütenkelch eingeschlossen und enthält ein bis fünf Samen.
Die Chromosomenzahl beträgt 2n = 10.

## Ökologie
Der Krähenfuß-Wegerich bildet eine Pfahlwurzel aus, mit der er den Winter überdauern kann.
Die Bestäubung erfolgt, wie bei anderen Arten der Gattung Wegeriche (Plantago), durch den Wind. Die Kapselfrüchte werden zumeist durch das Wasser ausgebreitet (Hydrochorie); sie können auch am Fell von Tieren oder am Gefieder von Vögeln haften bleiben und auf diese Weise ausgebreitet werden (Epizoochorie).

## Vorkommen
Plantago coronopus kommt nicht nur in Nähe der Küsten Europas vor, sondern ist auch in den gemäßigten Gebieten Westasiens verbreitet. 
Der Krähenfuß-Wegerich wächst an feuchten, oder wechselfeuchten, gestörten und oft trittbeeinflussten Salzstellen. An der Küste ist die Art häufig auf Salzwiesen zu finden. Im Binnenland kommt sie jedoch nur selten an Binnensalzstellen vor. Ihre Bestände gehen etwas zurück. Das liegt vor allem an der Aufgabe der traditionellen extensiven Viehbeweidung von salzbeeinflussten Wiesen. Der Krähenfuß-Wegerich hat sein Hauptvorkommen in der Pflanzenformation der Salzpflanzenfluren und der Kriech- und Trittrasen. Er ist Kennart der Assoziation Lolio-Plantaginetum coronopi und Begleitart des Verbandes Armerion maritimae. Durch den Einsatz von Streusalz ist er in Deutschland auch an Autobahnen zu finden.

## Systematik

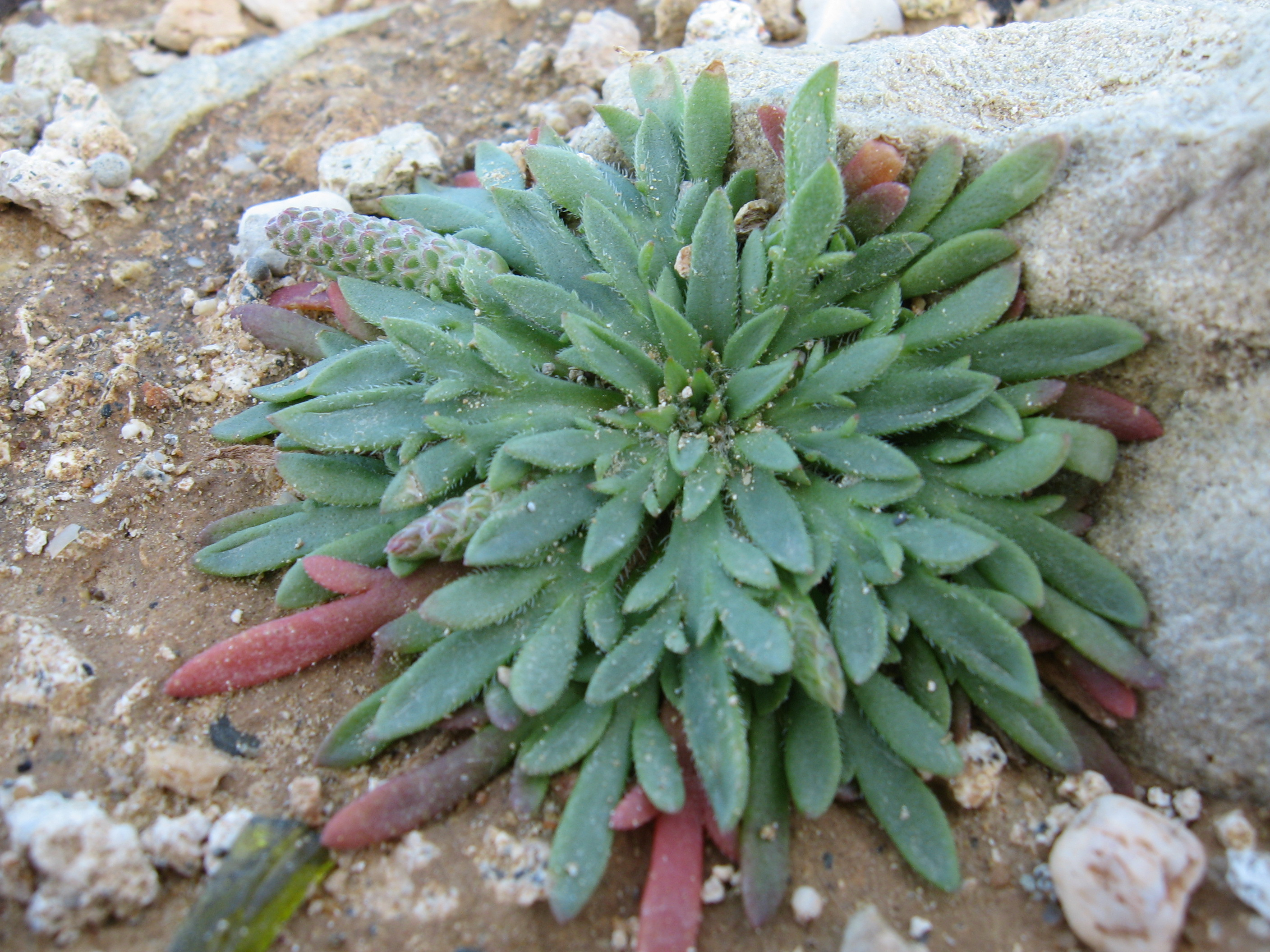
Blattrosette von Plantago coronopus subsp. commutata in Kreta

Die Erstveröffentlichung von Plantago coronopus erfolgte 1753 durch Carl von Linné in Species Plantarum, Tomus I, S, 115.
Plantago coronopus ist die Typusart der Untergattung sowie der gleichnamigen Sektion Coronopus.
Je nach Autor gibt es von Plantago coronopus etwa vier Unterarten:
- Plantago coronopus L. subsp. coronopus
- Plantago coronopus subsp. commutata (Guss.) Pilger (Syn.: Plantago coronopus subsp. weldenii (Rchb.) Arcang.), ist im zentral- bis ostmediterranen Küstenraum beheimatet. Wird von manchen Autoren auch als eigene Art angesehen: Plantago weldenii Rchb.
- Plantago coronopus subsp. cupanii (Guss.) Nyman: Wird von manchen Autoren auch als eigene Art angesehen: Plantago cupanii Guss.: Sie kommt in Marokko, Algerien, Tunesien und Sizilien vor.
- Plantago coronopus subsp. purpurascens Pilger. Sie wird auch als Unterart zu Plantago weldenii Rchb. gestellt: Plantago weldenii subsp. purpurascens (Nyman) Greuter & Burdet.

## Verwendung
Der Krähenfuß-Wegerich wurde in der Vergangenheit oft als Gemüse genutzt. Der Arzt und Botaniker Hieronymus Bock führt ihn in seinem Kräuterbuch von 1546 als „Kräen- oder Rappenfüßlein“ auf und empfiehlt ihn als Heilkraut bei Nieren- und Blasenbeschwerden.
Der Krähenfuß-Wegerich wird noch heute in Norditalien und dem schweizerischen Kanton Tessin als Salatpflanze angebaut. Der Anbau erfolgte in den letzten Jahrzehnten in relativ kleinem Rahmen, da die Pflanze weitgehend von den heute üblichen Gemüse und Salaten verdrängt wurde. Seit kurzem jedoch erlebt der Krähenfuß-Wegerich einen Aufschwung und ist heute wieder vermehrt auf dem Wochenmarkt, in Spezialitätenläden und in Bioläden zu finden. Er findet auch als Mischungspartner in der Saatgutmischung Misticanza seinen Platz.
Die Pflanzenteile können roh oder gekocht gegessen werden. Der Geschmack ist leicht bitter, auch säuerlich und kann, je nach Anbauort, auch schwach salzig sein.